# 인류의 교회

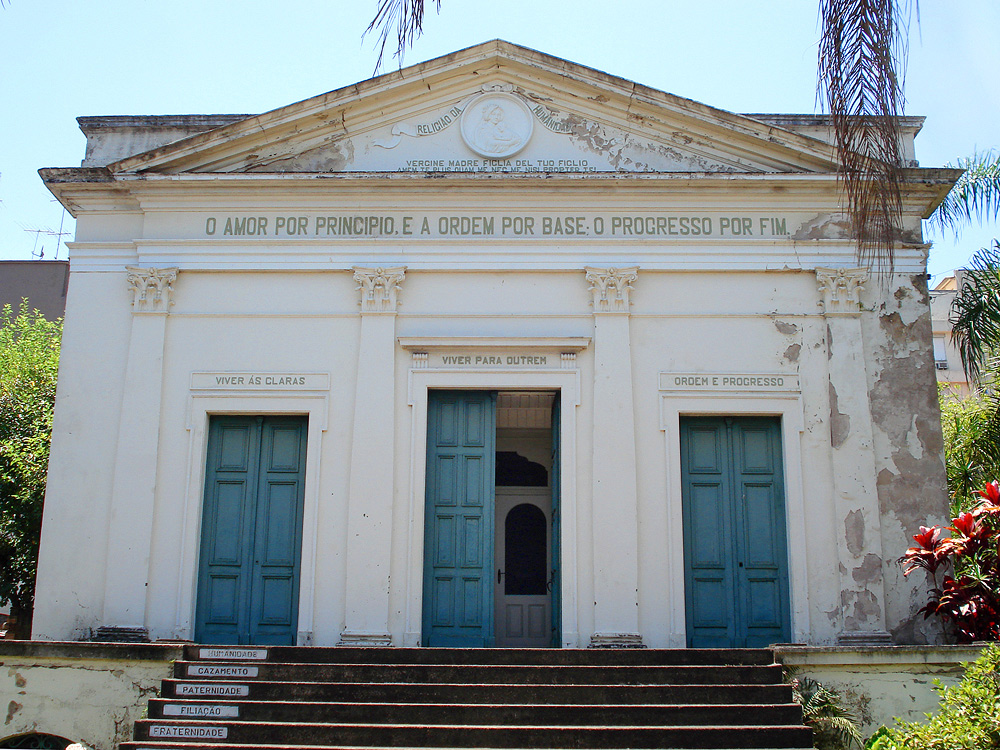
포르투알레그리의 교회당

인류의 교회(Church of Humanity)는 프랑스의 오귀스트 콩트(Auguste Comte)의 인류교에 영향을 받고 영감을 받은 영국의 실증주의 교회였다. 또한 뉴욕시, 브라질 및 기타 지역에도 지점 또는 변형이 있었다. 리차드 콩그리브는 콩트가 사망한 지 불과 2년 후인 1859년에 최초의 영국 인류의 교회를 설립했다. 상대적으로 작은 교회임에도 불구하고 교회에는 주목할만한 회원과 전 회원이 여러 명 있었다. 예를 들어, 앤 마가렛 린드홀름(Ann Margaret Lindholm)은 천주교로 개종하기 전에 "인류의 교회"에서 성장했다.

## 같이 보기
- 인류교